# Anna Saeki
Anna Saeki es una cantante japonesa nacida en Asahikawa, Hokkaidō. Canta tangos desde 1987, cuando fue introducida al género por los argentinos Leopoldo Federico y José Colangelo, que estaban de gira por Japón. Ese mismo año grabó su primer disco Tango Primavera y fue elegida Miss Sapporo. En sus interpretaciones canta tangos clásicos, mezclando la versión original en castellano con la traducción de la letra al japonés. También interpreta canciones de folklore argentino y llegó a grabar con Mercedes Sosa.